# Naiha Khiljee
Naiha Khiljee (født i 1994 i København) er en dansk digter og psykolog med dansk-pakistansk baggrund. I marts 2020 udgav hun digtsamlingen "Kære søster" på forlaget Lindhardt og Ringhof. Hun arbejder som psykolog i Kalundborg.

## Baggrund
Khiljee er født i København, vokset op i Vangede og har gået på N. Zahles Skole i det indre København - lige dele Dan Turell og dronning Margrethe, har hun selv omtalt denne kombination. Under et studieophold i Toronto som psykologistuderende blev hun grebet af spoken word-miljøet, en genre midt imellem poesi, hiphop-kultur og historiefortælling, og begyndte der at fremsige sine digte offentligt.

## Forfatterskab
På et studieophold i Canada optrådte Khiljee som spoken word-kunstner ved forskellige poetry slam-arrangementer. Efter at have læst en artikel på dr.dk i 2019 om hendes optræden og set videoer af hendes oplæsning kontaktede Lindhardt og Ringhofs forlagschef hende og inviterede hende til et møde, hvor de tilbød hende en bogkontrakt. Det førte til udgivelsen af digtsamlingen "Kære søster" i foråret 2020. Digtene i bogen er skrevet, så de er rettet mod scenen, og minder om dagligdags tale med slang. 
De handler om præstationskultur, forskelsbehandling, livsglæde og stigende fremmedhad. Med titler som "Oprør er også for pæne piger", "Perfektion", "Flying while muslim", "Globetrotter", "Farveblind" og "12talpigen" er de også et indlæg i debatterne om kvinderettigheder, racisme og perfektionskultur. Politikens anmelder Lilian Munk Rösing gav digtsamlingen fire hjerter og anbefalede at man supplerede sin læsning af Khiljees digte med at se hende læse op af dem i de små ledsagende film, som findes på nettet. Kristeligt Dagblad anmeldte tilsvarende digtsamlingen til fire stjerner. Anmeldelsen nævnte Khiljee som en ny blandt mange unge digtere med anden etnisk baggrund end dansk på linje med "...Yahya Hassan, Lone Aburas, Eva Tind, Maja Lee Langvad og Shadi Angelina Bazeghi, der i det nye årtusind har forandret dansk lyrik med hensyn til både formsprog og temaer...", og kaldte hendes lyrik slagkraftig, mangefacetteret og engageret, mens Weekendavisen og Information var mere forbeholdne i deres anmeldelser.